# Mathilde von der Recke-Volmerstein

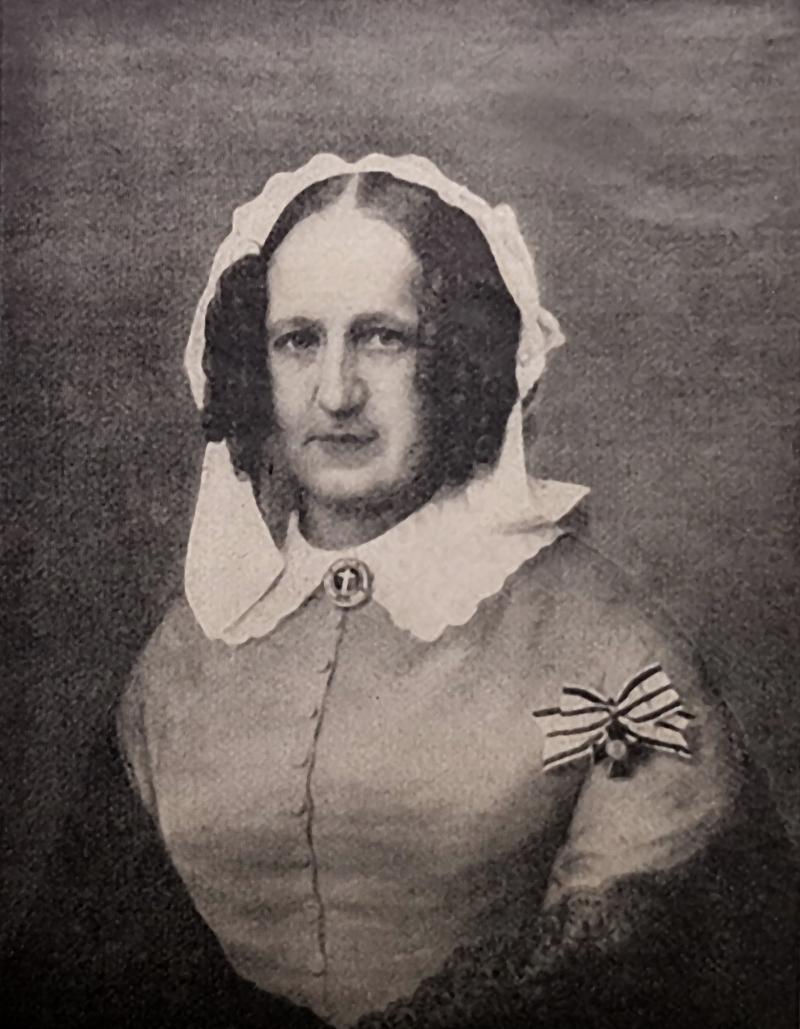
Mathilde von der Recke Volmerstein mit Louisenorden II,1

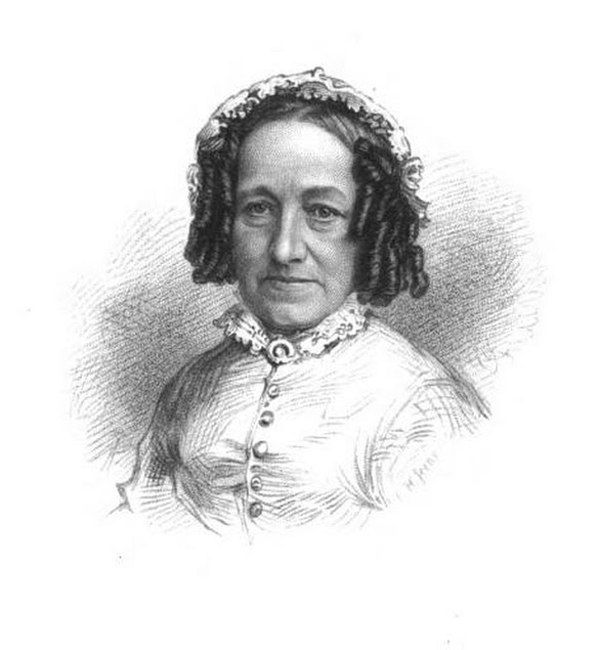
Mathilde von der Recke-Volmerstein

Mathilde Charlotte Juli Gräfin von der Recke-Volmerstein (* 28. Juli 1801 in Pilgramsdorf, Kreis Pleß, Provinz Schlesien; † 5. Mai 1867 in Kraschnitz, Landkreis Militsch, Provinz Schlesien) war eine Pionierin der frühen deutschen Erweckungsdiakonie.

## Leben
Gräfin Mathilde war das dritte von zehn Kindern des Grafen Friedrich Ludwig von Pfeil und Klein-Ellguth (1769–1844) und seiner Ehefrau Emilie Beate, geb. Gräfin von Reichenbach-Goschütz (1773–1855). Seit 1807 wuchs sie auf Gut Kleutsch auf und besuchte von 1812 bis 1820 die Mädchenschule in Gnadenfrei (bei Reichenbach im Eulengebirge). Hier wurde sie für ihr gesamtes Leben von der Frömmigkeit der Herrnhuter Brüdergemeine geprägt. 1820 unternahm sie mit ihrem Vater eine Bildungsreise in die Schweiz, auf der sie unter anderem die Erziehungsanstalt Johann Heinrich Pestalozzis in Yverdon kennenlernte. Anschließend lebte sie auf dem elterlichen Gut Wildschütz und sammelte einen Kreis Gleichgesinnter um sich, der Unternehmungen der Erweckungsbewegung unterstützte, unter anderem auch das von Graf Adalbert von der Recke-Volmerstein zuerst bei Haus Overdyck und ab 1822 in Düsseltal betriebene Rettungshaus. Der aus dem westfälischen Adelsgeschlecht Recke stammende Graf besuchte 1825 die Familie auf Gut Wildschütz und machte ihr ein Jahr später einen Heiratsantrag, da er sie als geeignete Hausmutter für sein Waisenhaus ansah. Nach der Trauung am 16. Oktober 1826 übernahm die Gräfin im Juli 1827 ihre Aufgaben in Düsselthal. Dank ihres Einsatzes für eine kindgerechte Erziehung und eine Verbesserung der medizinischen und hygienischen Verhältnisse wurde das Rettungshaus bald zu einer Musteranstalt, der unter anderen Kronprinz Friedrich Wilhelm von Preußen 1833 einen Besuch abstattete. Die Gräfin arbeitete sich unter Anleitung von Karl Julius Aegidi (1794–1874), der als Hausarzt im Rettungshaus wirkte, selbst in die noch sehr junge Lehre der Homöopathie ein.
Da ihr Mann immer wieder krank war, trug sie bald die Hauptverantwortung auch für die Finanzen und das Personal der Rettungsanstalt. Im November 1847 konnte das Grafenpaar die Leitung der Einrichtung an den  Moerser Pädagogen Christian Friedrich Georgi übergeben und auf das Gut Kraschnitz in Schlesien übersiedeln. Dort war sie an weiteren Gründungen ihres Mannes beteiligt, vor allem aber mit der Verwaltung des Guts und der Erziehung der insgesamt zehn Kinder beschäftigt.
In Düsseldorf-Düsseltal trägt die Mathildenstraße (quer zur nach ihrem Mann benannten Graf-Recke-Straße) ihren Namen. Die diakonische Einrichtung wurde ab 1902 nach Düsseldorf-Wittlaer verlegt und besteht heute als Graf Recke Stiftung.

## Schriften
- Erinnerungen aus dem Leben der Gräfin Mathilde von der Recke-Volmerstein, geb. Gräfin von Pfeil und Klein-Ellguth. Dame des Louisenordens, II, 1. Dülfer, Breslau 1873 (postum herausgegeben von ihrer Tochter Maria de Hanbury).
  - Recollections of the life of countess Matilda von der Recke Volmerstein, by her daughter. London 1874 (google Books).